# Nedim Prohić
Nedim Prohić (Zagreb, 14. lipnja 1954.) je hrvatski filmski, televizijski i kazališni glumac.

## Životopis
Diplomirao je glumu na Akademiji dramske umjetnosti 1978. godine u Zagrebu. U ansamblu je gradskog kazališta Komedija od 1980. Odigrao je više od stotinu radio drama (Dramski program HR), od čega dvadesetak glavnih uloga. Sudjelovao je na različitim priredbama i manifestacijama te u sinkronizaciji animiranih filmova. Sudjelovao je u HNK Zagreb: Richard III, DK "Gavella": Vučjak ; GD "Histrion": Glumijada, Faust; Dubrovačke ljetne igre: Kolumbo, Aretej, Dundo Maroje, Play Držić, Kralj Edip, Edip na Kolonu; Splitske ljetne igre: Volpone, Vučjak; Trešnja: Kralj Matijaš I. Njegov sin Adnan "Adi" Prohić je također hrvatski glumac.

## Filmografija

### Televizijske uloge
- "Kiklop" (1983.)
- "Nepokoreni grad" (1982.)
- "Velo misto" (1980. – 1981.)
- "Đavolje sjeme" (1979.)
- "Prizori iz obiteljskog života" (1979.)
- "Nikola Tesla" (1977.)
- "Rade Končar (TV serija)" (1983.)
- "Život u kući"

### Filmske uloge
- "Glembajevi" (1988.)
- "U logoru" (1983.)
- "Sofijin izbor" kao Josef (1982.)
- "Poglavlje iz života Augusta Šenoe" (1981.)
- "Željezni križ" (1977.)
- "Izbavitelj" (1976.)
- "Češalj" (1983.)
- "Kiklop" (1982.)

### Sinkronizacija
- "Mali miš velikog srca" kao Tanki i Mustafa (2007.)
- "Zvonko u zemlji igračaka" kao Spori, gospon Caj, gospodin Jambo, gospodin Klimavi i pripovjedač
- "Gospodar prstenova" kao pripovjedač (1999.)
- "The Scooby Doo Show" (1997.)
- "Princ Valiant" kao Valiant (1996.)
- "Scooby Doo i prijatelji" kao duh u dvorcu, duh Harold, vlasnik ukletog dvorca, Sitnijev robot eksterminator i kupac hotela (1996.)
- "Scooby Doo i braća Boo" kao duh Miko i Billy Bob Scroggins (1995.)
- "Božićni vjenčić" kao Ebenezerov nećak Fred i engleski poslodavac (Jetlag Productions i GoodTimes Entertainment) (1995.)
- "Sherlock Holmes i znak četvorice" kao Sherlock Holmes (1995.)
- "Pocahontas" kao engleski kolonist i pripovjedač (Jetlag Productions i GoodTimes Entertainment) (1995.)
- "Asterix u Americi" kao Julije Cezar (1994.)
- "Obitelj Kremenko" kao misteriozni izvanzemaljac i ostali likovi (90-te)

## Vanjske poveznice
- Nedim Prohić u internetskoj bazi filmova IMDb-u (engl.)
- Stranica na Komedija.hr  Arhivirana inačica izvorne stranice od 11. listopada 2011. (Wayback Machine)